# Tacachi
Tacachi es una localidad y municipio de Bolivia, ubicado en la provincia de Punata del departamento de Cochabamba. El municipio tiene una superficie de 67 km² y cuenta con una población de 1.303 habitantes (según el Censo INE 2012). Está ubicado a 12 km de Punata, la capital provincial, y a 60 km de la ciudad de Cochabamba, la capital departamental.
El municipio fue creado como cuarta sección municipal de la provincia Punata, sobre la base del cantón Tacachi, por Ley del 4 de febrero de 1983 promulgada en el gobierno de Hernán Siles Suazo.

## Geografía
Se encuentra situado a una altitud de 2.600 m s. n. m., con un clima de valle alto, una temperatura promedio de 17 °C y una precipitación promedio anual de 370 mm.
Está ubicado en el sureste de la provincia de Punata en la región del Valle Alto del departamento de Cochabamba. Limita al noroeste y oeste con el municipio de Villa Rivero, al noreste con la provincia de Arani y al sur con el municipio de Cuchumuela.

## Demografía
De acuerdo con el censo boliviano de 2024, la población del municipio de Tacachi es de 1 276 habitantes.
La población del municipio se triplicó entre 1992 y 2024:
| Año  | Habitantes (municipio) | Fuente |
| ---- | ---------------------- | ------ |
| 1992 | 422                    | Censo  |
| 2001 | 1210                   | Censo  |
| 2012 | 1303                   | Censo  |
| 2024 | 1276                   | Censo  |

## Economía
La principal actividad económica del municipio es la agricultura, sobre todo la producción de diferentes variedades de maíz como el chuspillo, el wilkaparu y el blanco. Como en toda la región del valle alto, la población se dedica a la producción de chicha siguiendo tradiciones ancestrales en el procesamiento del maíz.
Entre sus principales atractivos están: Maga Mallu llamado también Cala Cala que es una zona pantanosa, Churru Orko (cerro lleno de caracoles), T’iyu Loma (restos fosilizados de pequeños crustáceos), la comunidad de Charagossi (cerros, montañas con filtraciones de agua en abundancia) y la comunidad de Huañacota (capital de la tuna y las haciendas).